# Conference League 2021-2022
UEFA Europa Conference League 2021-2022 a fost primul sezon al UEFA Europa Conference League, al treilea turneu european de fotbal intercluburi ca valoare organizat de UEFA.
Finala s-a jucat pe Arena Kombëtare din Tirana, Albania, cu Roma învingând-o pe Feyenoord cu scorul de 1-0. În calitate de câștigătoare, Roma s-a calificat automat în faza grupelor UEFA Europa League 2022–2023, deși au făcut-o deja prin intermediul ligii interne.
Acest sezon a fost primul din 1998–99 (ultimul sezon în care s-a disputat Cupa Cupelor UEFA) în care s-au organizat trei competiții europene majore de cluburi (Liga Campionilor UEFA, UEFA Europa League și nou-creata UEFA Europa Conference League) de către UEFA.
Pe 24 iunie 2021, UEFA a aprobat propunerea de abolire a regulii golurilor marcate în deplasare în toate competițiile UEFA pentru cluburi, care a fost folosită din 1965. Prin urmare, dacă într-un meci în dublă manșă, ambele echipe au înscris același număr de goluri la general, câștigătoarea nu a fost decisă de numărul de goluri marcate în deplasare de fiecare echipă, ci de 30 de minute de timp suplimentar, și dacă cele două echipe au rămas la egalitate de goluri și după prelungiri, câștigătoarea a fost decisă la loviturile de departajare.

## Locurile alocate pentru fiecare asociație
Un total de 184 de echipe din toate cele 55 de asociații membre UEFA au participat în UECL 2021–2022. Clasamentul asociațiilor bazat pe Coeficienții țării UEFA a fost utilizat pentru a determina numărul de echipe participante pentru fiecare asociație:
- Asociațiile 1-5 au câte o echipă calificată.
- Asociațiile 6-15 și 51-55 au câte două echipe calificate.
- Asociațiile 16–50 (cu excepția Liechtenstein) au câte trei echipe calificate.
- Liechtenstein are o singură echipă calificată (Liechtenstein organizează doar o cupă internă și nu are ligă internă).
- Mai mult decât atât, 20 de echipe eliminate din Liga Campionilor 2021-2022 și 26 de echipe eliminate din UEFA Europa League 2021-2022 au fost transferate în Europa Conference League.

### Clasamentul asociațiilor
Pentru UECL 2021–2022, asociațiilor li s-au alocat locuri în funcție de Coeficienții țării UEFA din 2020, care ia în considerare performanța lor în competițiile europene din perioada 2015–16 până în 2019–20.
În afară de alocarea pe baza coeficienților de țară, asociațiile pot avea echipe suplimentare care participă în Europa Conference League, după cum se menționează mai jos:
- (UCL) - Echipe suplimentare transferate din Liga Campionilor UEFA
- (UEL) - Echipe suplimentare transferate din UEFA Europa League

| Loc | Asociația     | Coef.   | Echipe |
| --- | ------------- | ------- | ------ |
| 1   | Spania        | 102.283 | 1      |
| 2   | Anglia        | 90.462  | 1      |
| 3   | Germania      | 74.784  | 1      |
| 4   | Italia        | 70.653  | 1      |
| 5   | Franța        | 59.248  | 1      |
| 6   | Portugalia    | 49.449  | 2      |
| 7   | Rusia         | 45.549  | 2      |
| 8   | Belgia        | 37.900  | 2      |
| 9   | Ucraina       | 36.100  | 2      |
| 10  | Țările de Jos | 35.750  | 2      |
| 11  | Turcia        | 33.600  | 2      |
| 12  | Austria       | 32.925  | 2      |
| 13  | Danemarca     | 29.250  | 2      |
| 14  | Scoția        | 27.875  | 2      |
| 15  | Cehia         | 27.300  | 2      |
| 16  | Cipru         | 26.750  | 2      |
| 17  | Elveția       | 26.400  | 3      |
| 18  | Grecia        | 26.300  | 3      |
| 19  | Serbia        | 25.500  | 3      |
| 20  | Croația       | 24.875  | 3      |

| Loc | Asociația             | Coef.  | Echipe |
| --- | --------------------- | ------ | ------ |
| 21  | Suedia                | 22.750 | 3      |
| 22  | Norvegia              | 21.750 | 3      |
| 23  | Israel                | 19.625 | 3      |
| 24  | Kazahstan             | 19.250 | 3      |
| 25  | Belarus               | 18.875 | 3      |
| 26  | Azerbaijan            | 18.750 | 3      |
| 27  | Bulgaria              | 17.375 | 3      |
| 28  | România               | 16.700 | 3      |
| 29  | Polonia               | 16.625 | 3      |
| 30  | Slovacia              | 15.875 | 3      |
| 31  | Liechtenstein         | 13.500 | 1      |
| 32  | Slovenia              | 13.000 | 3      |
| 33  | Ungaria               | 12.875 | 3      |
| 34  | Luxemburg             | 8.000  | 3      |
| 35  | Lituania              | 7.875  | 3      |
| 36  | Armenia               | 7.625  | 3      |
| 37  | Letonia               | 7.625  | 3      |
| 38  | Albania               | 7.375  | 3      |
| 39  | Macedonia             | 7.375  | 3      |
| 40  | Bosnia și Herțegovina | 6.875  | 3      |

| Loc | Asociația         | Coef. | Echipe |
| --- | ----------------- | ----- | ------ |
| 41  | Republica Moldova | 6.750 | 3      |
| 42  | Irlanda           | 6.700 | 3      |
| 43  | Finlanda          | 6.500 | 3      |
| 44  | Georgia           | 5.750 | 3      |
| 45  | Malta             | 5.750 | 3      |
| 46  | Islanda           | 5.375 | 3      |
| 47  | Țara Galilor      | 5.000 | 3      |
| 48  | Irlanda de Nord   | 4.875 | 3      |
| 49  | Gibraltar         | 4.750 | 3      |
| 50  | Muntenegru        | 4.375 | 3      |
| 51  | Estonia           | 4.375 | 2      |
| 52  | Kosovo            | 4.000 | 2      |
| 53  | Insulele Feroe    | 3.750 | 2      |
| 54  | Andorra           | 2.831 | 2      |
| 55  | San Marino        | 0.666 | 2      |

### Distribuția
Următoarea a fost lista de acces pentru acest sezon. În lista de acces implicită, câștigătoarea Europa Conference League se califică pentru faza grupelor Europa League. Cu toate acestea, deoarece această regulă nu a fost utilizată pentru acest sezon, au fost făcute următoarele modificări la lista de acces: 
- Câștigătoarea cupei asociației 16 (Cipru) intră în Europa League în loc de turul II de calificare al UECL.
- Câștigătoarea cupei asociațiilor 30 (Slovacia) și 31 (Liechtenstein), intră în cel de-al treilea tur de calificare în loc de al doilea.

Deoarece Villarreal CF, care de altfel s-ar fi calificat în runda play-off a UECL prin intermediul clasării în liga lor internă, a câștigat UEFA Europa League 2020-2021 și a obținut astfel un loc automat în faza grupelor Ligii Campionilor, drept urmare, a fost eliberat un loc în play-off. Următoarele modificări au fost confirmate de UEFA:
- Câștigătorii cupei interne ale asociațiilor 17 (Elveția) și 18 (Grecia), intră în turul III de calificare în loc de al doilea.
- Câștigătorii cupei interne ale asociațiilor 32 (Slovenia), 33 (Ungaria), 34 (Luxemburg) și 35 (Lituania) intră în turul II de calificare în loc de primul.

În plus, în lista de acces implicită, inițial 17 învinși din primul tur de calificare a Ligii Campionilor sunt transferați în al doilea tur de calificare al Conference League (Ruta Campionilor). Cu toate acestea, din moment ce deținătoarea titlului Ligii Campionilor, Chelsea, căreia i s-a garantat locul în faza grupelor Ligii Campionilor, s-a calificat deja prin liga lor internă, doar 16 învinși din primul tur de calificare a Ligii Campionilor sunt transferați în al doilea tur de calificare al Conference League (Ruta Campionilor), după ce lista de acces a Ligii Campionilor a fost reechilibrată. Drept urmare, doar 19 echipe intră în turul II de calificare, Ruta Campionilor (una dintre învinsele din primul tur preliminar al Ligii Campionilor este extrasă pentru a primi un loc automat în al treilea tur de calificare).
| Runda                             | Runda                             | Echipe care intră în această rundă | Echipe care avansează din runda precedentă                                                      | Echipe transferate din Liga Campionilor sau Europa League                                                         |
| --------------------------------- | --------------------------------- | --- | ----------------------------------------------------------------------------------------------- | --- |
| Turul I (66 de echipe)            | Turul I (66 de echipe)            | - 20 câștigători ai cupei interne de la asociațiile 36–55 - 25 echipe de pe locul 2 de la asociațiile 30–55 (exceptând Liechtenstein) - 21 echipe de pe locul 3 de la asociațiile 29–50 (exceptând Liechtenstein)                                        |                                                                                                 | |
| Turul II (108 echipe)             | Ruta Campionilor (18 de echipe)   | |                                                                                                 | - 3 învinși din runda preliminară a Ligii Campionilor - 15 învinși din primul tur preliminar al Ligii Campionilor |
| Turul II (108 echipe)             | Ruta Principală (90 de echipe)    | - 17 câștigători ai cupei interne de la asociațiile 19–35 - 14 echipe de pe locul 2 de la asociațiile 16–29 - 16 echipe de pe locul 3 de la asociațiile 13–28 - 9 echipe de pe locul 4 de la asociațiile 7–15 - o echipă de pe locul 5 de la asociația 6 | - 33 câștigători din turul I                                                                    | |
| Turul III (64 de echipe)          | Ruta Campionilor (10 echipe)      | | - 9 câștigători din turul II (Ruta Campionilor)                                                 | - o echipă eliminată din turul I al Ligii Campionilor                                                             |
| Turul III (64 de echipe)          | Ruta Principală (54 de echipe)    | - 2 câștigători ai cupei interne de la asociațiile 17–18 - 6 echipe de pe locul 3 de la asociațiile 7–12 - o echipă de pe locul 4 de la asociația 6 | - 45 de câștigători din turul II (Ruta Principală)                                              | |
| Play-off (44 de echipe)           | Ruta Campionilor (10 echipe)      | | - 5 câștigători din turul III (Ruta Campionilor)                                                | - 5 învinși din turul III al Europa League (Ruta Campionilor)                                                     |
| Play-off (44 de echipe)           | Ruta Principală (34 de echipe)    | - o echipă de pe locul 5 de la asociația 5 - 3 echipe de pe locul 6 de la asociațiile 2–4 (câștigătorii EFL Cup pentru Anglia) | - 27 de câștigători din turul III (Ruta Principală)                                             | - 3 învinși din turul III al Europa League (Ruta Principală)                                                      |
| Faza grupelor (32 de echipe)      | Faza grupelor (32 de echipe)      | | - 5 câștigători din play-off (Ruta Campionilor) - 17 câștigători din play-off (Ruta Principală) | - 10 învinși din play-off-urile Europa League                                                                     |
| Play-off eliminatoriu (16 echipe) | Play-off eliminatoriu (16 echipe) | | - 8 echipe de pe locul 2 din faza grupelor                                                      | - 8 echipe de pe locul 3 din faza grupelor Europa League                                                          |
| Faza eliminatorie (16 echipe)     | Faza eliminatorie (16 echipe)     | | - 8 câștigătoare din faza grupelor - 8 câștigătoare din play-off-ul eliminatoriu                | |

## Calendar
Programul competiției a fost după cum urmează. Meciurile au fost programate joia (în afară de finală, care a avut loc miercuri) deși în mod excepțional au putut avea loc marți sau miercuri din cauza conflictelor de programare. Orele programate de începere din faza grupelor au fost 18:45 CEST/CET -în loc de 18:55 anterior- (19:45 ora României) și 21:00 CEST/CET (22:00 ora României), deși în mod excepțional, meciurile au putut avea loc și la 16:30 CEST/CET (17:30 ora României) din motive geografice.
Toate tragerile la sorți s-au desfășurat la sediul UEFA din Nyon, Elveția, cu excepția tragerii la sorți pentru faza grupelor, care s-a desfășurat în Istanbul, Turcia.
| Faza              | Runda                        | Data tragerii la sorți | Manșa tur                              | Manșa retur                            |
| ----------------- | ---------------------------- | ---------------------- | -------------------------------------- | -------------------------------------- |
| Calificări        | Primul tur de calificare     | 15 iunie 2021          | 8 iulie 2021                           | 15 iulie 2021                          |
| Calificări        | Al doilea tur de calificare  | 16 iunie 2021          | 22 iulie 2021                          | 29 iulie 2021                          |
| Calificări        | Al treilea tur de calificare | 19 iulie 2021          | 5 august 2021                          | 12 august 2021                         |
| Calificări        | Runda play-off               | 2 august 2021          | 19 august 2021                         | 26 august 2021                         |
| Faza grupelor     | Meciul 1                     | 27 august 2021         | 16 septembrie 2021                     | 16 septembrie 2021                     |
| Faza grupelor     | Meciul 2                     | 27 august 2021         | 30 septembrie 2021                     | 30 septembrie 2021                     |
| Faza grupelor     | Meciul 3                     | 27 august 2021         | 21 octombrie 2021                      | 21 octombrie 2021                      |
| Faza grupelor     | Meciul 4                     | 27 august 2021         | 4 noiembrie 2021                       | 4 noiembrie 2021                       |
| Faza grupelor     | Meciul 5                     | 27 august 2021         | 25 noiembrie 2021                      | 25 noiembrie 2021                      |
| Faza grupelor     | Meciul 6                     | 27 august 2021         | 9 decembrie 2021                       | 9 decembrie 2021                       |
| Faza eliminatorie | Play-off eliminatoriu        | 13 decembrie 2021      | 17 februarie 2022                      | 24 februarie 2022                      |
| Faza eliminatorie | Optimi de finală             | 25 februarie 2022      | 10 martie 2022                         | 17 martie 2022                         |
| Faza eliminatorie | Sferturi de finală           | 18 martie 2022         | 7 aprilie 2022                         | 14 aprilie 2022                        |
| Faza eliminatorie | Semifinale                   | 18 martie 2022         | 28 aprilie 2022                        | 5 mai 2022                             |
| Faza eliminatorie | Finala                       | 18 martie 2022         | 25 mai 2022 pe Arena Kombëtare, Tirana | 25 mai 2022 pe Arena Kombëtare, Tirana |

## Calificări

### Primul tur de calificare
Tragerea la sorți pentru primul tur de calificare a avut loc pe 15 iunie 2021, ora 14:30 ora României. Manșele tur s-au disputat pe 8 iulie, iar cele retur pe 15 iulie 2021. Câștigătorii au avansat în cel de-al doilea tur de califcare, pe Ruta Principală. Pierzătorii au fost eliminați.
| Echipa 1                   | Scor gen.          | Echipa 2             | Tur   | Retur      |
| -------------------------- | ------------------ | -------------------- | ----- | ---------- |
| Levadia                    | 4 – 2              | St Joseph's F.C.     | 3 – 1 | 1 – 1      |
| FC Inter Turku             | 1 – 3              | Puskás Akadémia F.C. | 1 – 1 | 0 – 2      |
| KF Drita                   | 3 – 1              | FK Dečić             | 2 – 1 | 1 – 0      |
| FK Sūduva                  | 2 – 1              | Valmiera FC          | 2 – 1 | 0 – 0      |
| Birkirkara F.C.            | 2 – 1              | S.P. La Fiorita      | 1 – 0 | 1 – 1      |
| Mons Calpe S.C.            | 1 – 5              | FC Santa Coloma      | 1 – 1 | 0 – 4      |
| FK Velež Mostar            | 4 – 2              | Coleraine F.C.       | 2 – 1 | 2 – 1      |
| NK Domžale                 | 2 – 1              | FC Swift Hesperange  | 1 – 0 | 1 – 1      |
| KF Shkupi                  | 3 – 1              | KF Llapi             | 2 – 0 | 1 – 1      |
| S.P. Tre Penne             | 0 – 7              | FC Dinamo Batumi     | 0 – 4 | 0 – 3      |
| FK Partizani Tirana        | 8 – 4              | Sfântul Gheorghe     | 5 – 2 | 3 – 2      |
| NK Maribor                 | 2 – 0              | FC Banants           | 1 – 0 | 1 – 0      |
| FK Podgorica               | 1 – 3              | KF Laçi              | 1 – 0 | 0 – 3 d.p. |
| Milsami                    | 1 – 0              | FK Sarajevo          | 0 – 0 | 1 – 0      |
| FC Noah                    | 1 – 5              | Kuopion Palloseura   | 1 – 0 | 0 – 5      |
| MSK Zilina                 | 6 – 3              | FC Dila Gori         | 5 – 1 | 1 – 2      |
| FH Hafnarfjörður           | 3 – 1              | Sligo Rovers         | 1 – 0 | 2 – 1      |
| Paide                      | 1 – 4              | Slask Wroclaw        | 1 – 2 | 0 – 2      |
| FK Rīgas Futbola Skola     | 6 – 5              | KÍ Klaksvík          | 2 – 3 | 4 – 2 d.p. |
| Bala Town F.C.             | 0 – 2              | Larne F.C.           | 0 – 1 | 0 – 1      |
| MOL Fehérvár               | 1 – 3              | FC Ararat Yerevan    | 1 – 1 | 0 – 2      |
| FK Sutjeska Nikšić         | 2 – 1              | FC Gagra             | 1 – 0 | 1 – 1      |
| Sileks                     | 1 – 2              | Petrocub             | 1 – 1 | 0 – 1      |
| NK Široki Brijeg           | 3 – 4              | Vllaznia             | 3 – 1 | 0 – 3      |
| Stjarnan                   | 1 – 4              | Bohemians            | 1 – 1 | 0 – 3      |
| Glentoran F.C.             | 1 – 3              | The New Saints       | 1 – 1 | 0 – 2      |
| UE Sant Julià              | 1 – 1 (3 – 5 l.d.) | Gżira United F.C.    | 0 – 0 | 1 – 1 d.p. |
| Europa F.C.                | 0 – 2              | FK Kauno Žalgiris    | 0 – 0 | 0 – 2      |
| Dundalk                    | 5 – 0              | Newtown A.F.C.       | 4 – 0 | 1 – 0      |
| Mosta F.C.                 | 3 – 4              | FC Spartak Trnava    | 3 – 2 | 0 – 2      |
| FK Liepāja                 | 5 – 2              | FC Struga            | 1 – 1 | 4 – 1      |
| Racing FC Union Luxembourg | 2 – 5              | Breidablik UBK       | 2 – 3 | 0 – 2      |
| FC Honka                   | 3 – 1              | NSÍ Runavík          | 0 – 0 | 3 – 1      |

### Al doilea tur de calificare
Tragerea la sorți pentru cel de-al doilea tur de calificare a avut loc pe 16 iunie 2021, ora 14:30 ora României. Manșele tur s-au disputat pe 22 iulie, iar cele retur pe 29 iulie 2021. Câștigătorii au avansat în cel de-al treilea tur de califcare. Pierzătorii au fost eliminați.
| Echipa 1                     | Scor gen. | Echipa 2                  | Tur   | Retur      |
| ---------------------------- | --------- | ------------------------- | ----- | ---------- |
| Shamrock Rovers              | Bye       | N/A                       | N/A   | N/A        |
| KS Teuta Durrës              | 3 – 2     | Inter Club d'Escaldes     | 0 – 2 | 3 – 0 d.p. |
| Riga FC                      | 3 – 0     | Shkëndija                 | 2 – 0 | 1 – 0      |
| Dinamo Tbilisi               | 2 – 7     | Maccabi Haifa             | 1 – 2 | 1 – 5      |
| Havnar Bóltfelag             | 6 – 0     | FK Budućnost Podgorica    | 4 – 0 | 2 – 0      |
| Linfield F.C.                | 4 – 0     | FK Borac Banja Luka       | 4 – 0 | 0 – 0      |
| Salihorsk                    | 1 – 3     | CS Fola Esch              | 1 – 2 | 0 – 1      |
| S.S. Folgore Falciano Calcio | 3 – 7     | Hibernians F.C.           | 1 – 3 | 2 – 4      |
| FC Prishtina                 | 6 – 5     | Connah's Quay Nomads F.C. | 4 – 1 | 2 – 4      |
| Valur                        | 0 – 6     | Bodø/Glimt                | 0 – 3 | 0 – 3      |

| Echipa 1               | Scor gen.          | Echipa 2             | Tur   | Retur      |
| ---------------------- | ------------------ | -------------------- | ----- | ---------- |
| Kuopion Palloseura     | 5 – 4              | Vorskla Poltava      | 2 – 2 | 3 – 2 d.p. |
| FCSB                   | 2 – 2 (3 – 4 l.d.) | FC Șahtior Karagandî | 1 – 0 | 1 – 2 d.p. |
| FC Arda Kardzhali      | 0 – 6              | Hapoel Be'er Sheva   | 0 – 2 | 0 – 4      |
| Apollon                | 3 – 5              | MSK Zilina           | 1 – 3 | 2 – 2      |
| FK Čukarički           | 2 – 0              | Sumgayit FK          | 0 – 0 | 2 – 0      |
| FK Sutjeska Nikšić     | 1 – 3              | Maccabi Tel Aviv     | 0 – 0 | 1 – 3      |
| FC Astana              | 3 – 2              | Aris Salonic         | 2 – 0 | 1 – 2 d.p. |
| Petrocub               | 0 – 2              | Sivasspor            | 0 – 1 | 0 – 1      |
| AEL Limassol           | 2 – 0              | Vllaznia             | 1 – 0 | 1 – 0      |
| PFC Soci               | 7 – 2              | FK Keșlə Bakı        | 3 – 0 | 4 – 2      |
| Elfsborg               | 9 – 0              | Milsami              | 4 – 0 | 5 – 0      |
| FK Rīgas Futbola Skola | 5 – 0              | Puskás Akadémia F.C. | 3 – 0 | 2 – 0      |
| FC Dinamo Batumi       | 4 – 2              | BATE Borisov         | 0 – 1 | 4 – 1      |
| FK Partizan            | 3 – 0              | Dunajska Streda      | 1 – 0 | 2 – 0      |
| Dundalk                | 4 – 3              | Levadia              | 2 – 2 | 2 – 1      |
| Gżira United F.C.      | 0 – 3              | HNK Rijeka           | 0 – 2 | 0 – 1      |
| Viktoria Plzeň         | 4 – 2              | Dinamo Brest         | 2 – 1 | 2 – 1      |
| FK Kauno Žalgiris      | 1 – 10             | The New Saints       | 0 – 5 | 1 – 5      |
| NK Domžale             | 2 – 1              | FC Honka             | 1 – 1 | 1 – 0      |
| ȚSKA Sofia             | 0 – 0 (3 – 1 l.d.) | FK Liepāja           | 0 – 0 | 0 – 0 d.p. |
| KF Shkupi              | 0 – 5              | Santa Clara          | 0 – 3 | 0 – 2      |
| Hibernian              | 5 – 1              | FC Santa Coloma      | 3 – 0 | 2 – 1      |
| Larne F.C.             | 3 – 2              | Aarhus               | 2 – 1 | 1 – 1      |
| Gent                   | 4 – 2              | Valerenga            | 4 – 0 | 0 – 2      |
| F91 Dudelange          | 0 – 4              | Bohemians            | 0 – 1 | 0 – 3      |
| FK Velež Mostar        | 2 – 2 (3 – 2 l.d.) | AEK Atena            | 2 – 1 | 0 – 1 d.p. |
| Qarabağ                | 1 – 0              | FC Ashdod            | 0 – 0 | 1 – 0      |
| Lokomotiv Plovdiv      | 1 – 1 (3 – 2 l.d.) | Slovácko             | 1 – 0 | 0 – 1      |
| FC Ararat Yerevan      | 5 – 7              | Slask Wroclaw        | 2 – 4 | 3 – 3      |
| KF Laçi                | 1 – 0              | CSU Craiova          | 1 – 0 | 0 – 0      |
| KF Drita               | 2 – 3              | Feyenoord            | 0 – 0 | 2 – 3      |
| Basel                  | 5 – 0              | FK Partizani Tirana  | 3 – 0 | 2 – 0      |
| Pogoń                  | 0 – 1              | NK Osijek            | 0 – 0 | 0 – 1      |
| Austria Viena          | 2 – 3              | Breiðablik UBK       | 1 – 1 | 1 – 2      |
| NK Olimpija Ljubljana  | 1 – 1 (5 – 4 l.d.) | Birkirkara F.C.      | 1 – 0 | 0 – 1 d.p. |
| Hammarby               | 4 – 1              | NK Maribor           | 3 – 1 | 1 – 0      |
| Molde                  | 3 – 2              | Servette             | 3 – 0 | 0 – 2      |
| Újpest                 | 5 – 2              | Vaduz                | 2 – 1 | 3 – 1      |
| FK Sūduva              | 0 – 0 (3 – 4 l.d.) | Raków Częstochowa    | 0 – 0 | 0 – 0      |
| FC Spartak Trnava      | 1 – 1 (4 – 3 l.d.) | Sepsi                | 0 – 0 | 1 – 1 d.p. |
| FH Hafnarfjörður       | 1 – 6              | Rosenborg            | 0 – 2 | 1 – 4      |
| Copenhaga              | 9 – 1              | Zhodino              | 4 – 1 | 5 – 0      |
| FK Panevėžys           | 0 – 2              | Vojvodina            | 0 – 1 | 0 – 1      |
| Hajduk Split           | 3 – 4              | FC Tobol             | 2 – 0 | 1 – 4 d.p. |
| Aberdeen               | 5 – 3              | Häcken               | 5 – 1 | 0 – 2      |

### Al treilea tur de calificare
Tragerea la sorți pentru cel de-al treilea tur de calificare a avut loc pe 19 iulie 2021, ora 15:00 ora României. Manșele tur s-au disputat pe 5 august, iar cele retur pe 12 august 2021. Câștigătorii au avansat în runda play-off. Pierzătorii au fost eliminați.
| Echipa 1        | Scor gen. | Echipa 2         | Tur   | Retur      |
| --------------- | --------- | ---------------- | ----- | ---------- |
| Maccabi Haifa   | 7 – 3     | Havnar Bóltfelag | 7 – 2 | 0 – 1      |
| Linfield F.C.   | 2 – 4     | CS Fola Esch     | 1 – 2 | 1 – 2      |
| Shamrock Rovers | 3 – 0     | KS Teuta Durrës  | 1 – 0 | 2 – 0      |
| Riga FC         | 4 – 2     | Hibernians F.C.  | 0 – 1 | 4 – 1 d.p. |
| FC Prishtina    | 2 – 3     | Bodø/Glimt       | 2 – 1 | 0 – 2      |

| Echipa 1           | Scor gen.          | Echipa 2               | Tur   | Retur      |
| ------------------ | ------------------ | ---------------------- | ----- | ---------- |
| Dinamo Batumi      | 2 – 3              | Sivasspor              | 1 – 2 | 1 – 1 d.p. |
| Kuopion Palloseura | 5 – 4              | FC Astana              | 1 – 1 | 4 – 3      |
| PFC Sochi          | 3 – 3 (2 – 4 l.d.) | Partizan               | 1 – 1 | 2 – 2 d.p. |
| Slask Wroclaw      | 2 – 5              | Hapoel Be'er Sheva     | 2 – 1 | 0 – 4      |
| Santa Clara        | 3 – 0              | NK Olimpija Ljubljana  | 2 – 0 | 1 – 0      |
| Újpest             | 1 – 6              | Basel                  | 1 – 2 | 0 – 4      |
| Elfsborg           | 5 – 2              | FK Velež Mostar        | 1 – 1 | 4 – 1      |
| Kolos Kovalivka    | 0 – 0 (1 – 3 l.d.) | Șahtior Karagandî      | 0 – 0 | 0 – 0 d.p. |
| Paços Ferreira     | 4 – 1              | Larne F.C.             | 4 – 0 | 0 – 1      |
| Luzern             | 0 – 6              | Feyenoord              | 0 – 3 | 0 – 3      |
| Gent               | 3 – 2              | FK Rīgas Futbola Skola | 2 – 2 | 1 – 0      |
| Hibernian          | 2 – 5              | HNK Rijeka             | 1 – 1 | 1 – 4      |
| Breiðablik UBK     | 3 – 5              | Aberdeen               | 2 – 3 | 1 – 2      |
| Trabzonspor        | 4 – 4 (4 – 3 l.d.) | Molde                  | 3 – 3 | 1 – 1 d.p. |
| Bohemians          | 2 – 3              | PAOK                   | 2 – 1 | 0 – 2      |
| The New Saints     | 5 – 5 (1 – 4 l.d.) | Viktoria Plzeň         | 4 – 2 | 1 – 3 d.p. |
| Raków Częstochowa  | 1 – 0              | Rubin Kazan            | 0 – 0 | 1 – 0 d.p. |
| Lokomotiv Plovdiv  | 3 – 5              | Copenhaga              | 1 – 1 | 2 – 4      |
| FK Čukarički       | 4 – 6              | Hammarby               | 3 – 1 | 1 – 5      |
| FC Tobol           | 0 – 6              | MSK Zilina             | 0 – 1 | 0 – 5      |
| ȚSKA Sofia         | 5 – 3              | NK Osijek              | 4 – 2 | 1 – 1      |
| Vojvodina          | 1 – 7              | LASK Linz              | 0 – 1 | 1 – 6      |
| AEL Limassol       | 1 – 2              | Qarabağ                | 1 – 1 | 0 – 1      |
| FC Spartak Trnava  | 0 – 1              | Maccabi Tel Aviv       | 0 – 0 | 0 – 1      |
| Rosenborg          | 8 – 2              | NK Domžale             | 6 – 1 | 2 – 1      |
| KF Laçi            | 1 – 5              | Anderlecht             | 0 – 3 | 1 – 2      |
| Vitesse            | 4 – 3              | Dundalk                | 2 – 2 | 2 – 1      |

### Runda play-off
Tragerea la sorți pentru runda play-off a avut loc pe 2 august 2021, ora 15:00 ora României. Manșele tur s-au disputat pe 19 august, iar cele retur pe 26 august 2021. Câștigătorii au avansat în faza grupelor. Pierzătorii au fost eliminați.
| Echipa 1         | Scor gen. | Echipa 2            | Tur   | Retur      |
| ---------------- | --------- | ------------------- | ----- | ---------- |
| Žalgiris Vilnius | 2 – 3     | Bodø/Glimt          | 2 – 2 | 0 – 1      |
| Neftçi Baku      | 3 – 7     | Maccabi Haifa       | 3 – 3 | 0 – 4      |
| Flora            | 5 – 2     | Shamrock Rovers     | 4 – 2 | 1 – 0      |
| Riga FC          | 2 – 4     | Lincoln Red Imps FC | 1 – 1 | 1 – 3 d.p. |
| CS Fola Esch     | 2 – 7     | FC Kairat           | 1 – 4 | 1 – 3      |

| Echipa 1           | Scor gen.          | Echipa 2         | Tur   | Retur      |
| ------------------ | ------------------ | ---------------- | ----- | ---------- |
| PAOK               | 3 – 1              | HNK Rijeka       | 1 – 1 | 2 – 0      |
| Kuopion Palloseura | 0 – 4              | Union Berlin     | 0 – 4 | 0 – 0      |
| Feyenoord          | 6 – 3              | Elfsborg         | 5 – 0 | 1 – 3      |
| Raków Częstochowa  | 1 – 3              | Gent             | 1 – 0 | 0 – 3      |
| Sivasspor          | 1 – 7              | Copenhaga        | 1 – 2 | 0 – 5      |
| Santa Clara        | 2 – 3              | Partizan         | 2 – 1 | 0 – 2      |
| Trabzonspor        | 1 – 5              | Roma             | 1 – 2 | 0 – 3      |
| Hapoel Be'er Sheva | 1 – 3              | Anorthosis       | 0 – 0 | 1 – 3      |
| Jablonec           | 8 – 1              | MSK Zilina       | 5 – 1 | 3 – 0      |
| Qarabağ            | 4 – 1              | Aberdeen         | 1 – 0 | 3 – 1      |
| Basel              | 4 – 4 (4 – 3 l.d.) | Hammarby         | 3 – 1 | 1 – 3 d.p. |
| Viktoria Plzeň     | 2 – 3              | ȚSKA Sofia       | 2 – 0 | 0 – 3 d.p. |
| Paços Ferreira     | 1 – 3              | Tottenham        | 1 – 0 | 0 – 3      |
| Rennes             | 5 – 1              | Rosenborg        | 2 – 0 | 3 – 1      |
| Anderlecht         | 4 – 5              | Vitesse          | 3 – 3 | 1 – 2      |
| LASK Linz          | 3 – 1              | St. Johnstone    | 1 – 1 | 2 – 0      |
| Șahtior Karagandî  | 1 – 4              | Maccabi Tel Aviv | 1 – 2 | 0 – 2      |

## Faza grupelor
Tragerea la sorți pentru faza grupelor a avut loc pe 27 august 2021, ora 14:30 ora României, în Istanbul, Turcia.
Cele 32 de echipe au fost împărțite în opt grupe, de câte patru echipe, echipele din aceeași țară neputând fi extrase în aceeași grupă. Pentru extragere, echipele au fost împărțite în patru urne pe baza coeficientului de club UEFA. Mai jos se află echipele participante în faza grupelor (cu coeficientul de club UEFA din 2021), grupate după urnele lor aferente. Acestea sunt:
| Urna 1 - Roma CC: 90.000 - Tottenham Hotspur CC: 88.000 - Basel CC: 49.000 - Slavia Praga CC: 43.500 - Copenhaga CC: 43.500 - Gent CC: 26.500 - AZ CC: 21.500 - LASK CC: 21.000 Urna 2 - Feyenoord CC: 21.000 - Qarabağ CC: 21.000 - Maccabi Tel Aviv CC: 20.500 - PAOK CC: 20.000 - Rennes CC: 19.000 - Partizan CC: 18.000 - CFR Cluj CC: 16.500 - Zarea Luhansk CC: 15.000 | Urna 3 - Union Berlin CC: 14.714 - ȚSKA Sofia CC: 8.000 - Vitesse CC: 7.840 - Slovan Bratislava CC: 7.500 - Jablonec CC: 7.000 - Alașkert CC: 6.500 - Flora CC: 6.250 - Kairat CC: 6.000 Urna 4 - Lincoln Red Imps CC: 5.750 - Randers CC: 5.575 - Omonia CC: 5.550 - Anorthosis Famagusta CC: 5.550 - HJK CC: 5.500 - Maccabi Haifa CC: 4.875 - Bodø/Glimt CC: 4.200 - Mura CC: 3.000 | TottenhamAlașkertLASKQarabağ · (nu este pe hartă)GentȚSKAJablonecSlaviaAnorthosisOmoniaCopenhagaRandersBaselFloraHJKRennesLincolnPAOKUnionHaifaTel AvivRomaKairat · (nu este pe hartă)Bodø/GlimtCFRPartizanSlovanMuraAZFEYVitesseZarea Locațiile echipelor din faza grupelor UEFA Europa Conference League 2021-2022. · Maro: Grupa A; Roșu: Grupa B; Portocaliu: Grupa C; Galben: Grupa D; · Verde: Grupa E; Albastru: Grupa F; Violet: Grupa G; Roz: Grupa H. |  |

### Grupa A
| Loc                                                                                    | Echipă                    | Pct. | MJ | V | E | Î | GM | GP | DG  |  | LASK | MTA | HJK | ALA |
| -------------------------------------------------------------------------------------- | ------------------------- | ---- | -- | - | - | - | -- | -- | --- |  | ---- | --- | --- | --- |
| 1.                                                                                     | LASK Linz                 | 16   | 6  | 5 | 1 | 0 | 12 | 1  | +11 |  | —    | 1–1 | 3–0 | 2–0 |
| 2.                                                                                     | Maccabi Tel Aviv          | 11   | 6  | 3 | 2 | 1 | 14 | 4  | +10 |  | 0–1  | —   | 3–0 | 4–1 |
| 3.                                                                                     | Helsingin Jalkapalloklubi | 6    | 6  | 2 | 0 | 4 | 5  | 15 | −10 |  | 0–2  | 0–5 | —   | 1–0 |
| 4.                                                                                     | Alașkert FC Erevan        | 0    | 5  | 0 | 0 | 5 | 4  | 15 | −11 |  | 0–3  | 1–1 | 2–4 | —   |
| Legendă: Locul 1: Calificare în optimi Locul 2: Calificare în play-off-ul eliminatoriu |                           |      |    |   |   |   |    |    |     |  |      |     |     |     |

### Grupa B
| Loc                                                                                    | Echipă     | Pct. | MJ | V | E | Î | GM | GP | DG |  | GEN | PAR | ANO | FLO |
| -------------------------------------------------------------------------------------- | ---------- | ---- | -- | - | - | - | -- | -- | -- |  | --- | --- | --- | --- |
| 1.                                                                                     | Gent       | 13   | 6  | 4 | 1 | 1 | 6  | 2  | +4 |  | —   | 1–1 | 2–0 | 1–0 |
| 2.                                                                                     | Partizan   | 8    | 6  | 2 | 2 | 2 | 6  | 4  | +2 |  | 0–1 | —   | 1–1 | 2–0 |
| 3.                                                                                     | Anorthosis | 6    | 6  | 1 | 3 | 2 | 6  | 9  | −3 |  | 1–0 | 0–2 | —   | 2–2 |
| 4.                                                                                     | Flora      | 5    | 6  | 1 | 2 | 3 | 5  | 8  | −3 |  | 0–1 | 1–0 | 2–2 | —   |
| Legendă: Locul 1: Calificare în optimi Locul 2: Calificare în play-off-ul eliminatoriu |            |      |    |   |   |   |    |    |    |  |     |     |     |     |

### Grupa C
| Loc                                                                                    | Echipă     | Pct. | MJ | V | E | Î | GM | GP | DG  |  | ROM | BOD | ZAR | ȚSKA |
| -------------------------------------------------------------------------------------- | ---------- | ---- | -- | - | - | - | -- | -- | --- |  | --- | --- | --- | ---- |
| 1.                                                                                     | Roma       | 13   | 6  | 4 | 1 | 1 | 18 | 11 | +7  |  | —   | 2–2 | 4–0 | 5–1  |
| 2.                                                                                     | Bodø/Glimt | 12   | 6  | 3 | 3 | 0 | 14 | 5  | +9  |  | 6–1 | —   | 3–1 | 2–0  |
| 3.                                                                                     | Zarea      | 7    | 6  | 2 | 1 | 3 | 5  | 11 | −6  |  | 0–3 | 1–1 | —   | 2–0  |
| 4.                                                                                     | ȚSKA Sofia | 1    | 6  | 0 | 1 | 5 | 3  | 13 | −10 |  | 2–3 | 0–0 | 0–1 | —    |
| Legendă: Locul 1: Calificare în optimi Locul 2: Calificare în play-off-ul eliminatoriu |            |      |    |   |   |   |    |    |     |  |     |     |     |      |

### Grupa D
| Loc                                                                                    | Echipă     | Pct. | MJ | V | E | Î | GM | GP | DG |  | AZ  | RAN | JAB | CFR |
| -------------------------------------------------------------------------------------- | ---------- | ---- | -- | - | - | - | -- | -- | -- |  | --- | --- | --- | --- |
| 1.                                                                                     | AZ Alkmaar | 14   | 6  | 4 | 2 | 0 | 8  | 3  | +5 |  | —   | 1–0 | 1–0 | 2–0 |
| 2.                                                                                     | Randers    | 7    | 6  | 1 | 4 | 1 | 9  | 9  | 0  |  | 2–2 | —   | 2–2 | 2–1 |
| 3.                                                                                     | Jablonec   | 6    | 6  | 1 | 3 | 2 | 6  | 8  | −2 |  | 1–1 | 2–2 | —   | 1–0 |
| 4.                                                                                     | CFR Cluj   | 4    | 6  | 1 | 1 | 4 | 4  | 7  | −3 |  | 0–1 | 1–1 | 2–0 | —   |
| Legendă: Locul 1: Calificare în optimi Locul 2: Calificare în play-off-ul eliminatoriu |            |      |    |   |   |   |    |    |    |  |     |     |     |     |

### Grupa E
| Loc                                                                                    | Echipă        | Pct. | MJ | V | E | Î | GM | GP | DG |  | FEY | SLA | UNI | MHA |
| -------------------------------------------------------------------------------------- | ------------- | ---- | -- | - | - | - | -- | -- | -- |  | --- | --- | --- | --- |
| 1.                                                                                     | Feyenoord     | 14   | 6  | 4 | 2 | 0 | 11 | 6  | +5 |  | —   | 2–1 | 3–1 | 2–1 |
| 2.                                                                                     | Slavia Praga  | 8    | 6  | 2 | 2 | 2 | 8  | 7  | +1 |  | 2–2 | —   | 3–1 | 1–0 |
| 3.                                                                                     | Union Berlin  | 7    | 6  | 2 | 1 | 3 | 8  | 9  | −1 |  | 1–2 | 1–1 | —   | 3–0 |
| 4.                                                                                     | Maccabi Haifa | 4    | 6  | 1 | 1 | 4 | 2  | 7  | −5 |  | 0–0 | 1–0 | 0–1 | —   |
| Legendă: Locul 1: Calificare în optimi Locul 2: Calificare în play-off-ul eliminatoriu |               |      |    |   |   |   |    |    |    |  |     |     |     |     |

### Grupa F
| Loc                                                                                    | Echipă                | Pct. | MJ | V | E | Î | GM | GP | DG  |  | COP | PAO | SLO | LIN |
| -------------------------------------------------------------------------------------- | --------------------- | ---- | -- | - | - | - | -- | -- | --- |  | --- | --- | --- | --- |
| 1.                                                                                     | Copenhaga             | 15   | 6  | 5 | 0 | 1 | 15 | 5  | +10 |  | —   | 1–2 | 2–0 | 3–1 |
| 2.                                                                                     | PAOK                  | 11   | 6  | 3 | 2 | 1 | 8  | 4  | +4  |  | 1–2 | —   | 1–1 | 2–0 |
| 3.                                                                                     | Slovan Bratislava     | 8    | 6  | 2 | 2 | 2 | 8  | 7  | +1  |  | 1–3 | 0–0 | —   | 2–0 |
| 4.                                                                                     | Lincoln Red Imps F.C. | 0    | 6  | 0 | 0 | 6 | 2  | 17 | −15 |  | 0–4 | 0–2 | 1–4 | —   |
| Legendă: Locul 1: Calificare în optimi Locul 2: Calificare în play-off-ul eliminatoriu |                       |      |    |   |   |   |    |    |     |  |     |     |     |     |

### Grupa G
| Loc                                                                                    | Echipă    | Pct. | MJ | V | E | Î | GM | GP | DG |  | REN | VIT | TOT | MUR |
| -------------------------------------------------------------------------------------- | --------- | ---- | -- | - | - | - | -- | -- | -- |  | --- | --- | --- | --- |
| 1.                                                                                     | Rennes    | 14   | 6  | 4 | 2 | 0 | 13 | 7  | +6 |  | —   | 3–3 | 2–2 | 1–0 |
| 2.                                                                                     | Vitesse   | 10   | 6  | 3 | 1 | 2 | 12 | 9  | +3 |  | 1–2 | —   | 1–0 | 3–1 |
| 3.                                                                                     | Tottenham | 7    | 6  | 2 | 1 | 3 | 11 | 11 | 0  |  | 0–3 | 3–2 | —   | 5–1 |
| 4.                                                                                     | NŠ Mura   | 3    | 6  | 1 | 0 | 5 | 5  | 14 | −9 |  | 1–2 | 0–2 | 2–1 | —   |
| Legendă: Locul 1: Calificare în optimi Locul 2: Calificare în play-off-ul eliminatoriu |           |      |    |   |   |   |    |    |    |  |     |     |     |     |

### Grupa H
| Loc                                                                                    | Echipă    | Pct. | MJ | V | E | Î | GM | GP | DG |  | BAS | QAR | OMO | KAI |
| -------------------------------------------------------------------------------------- | --------- | ---- | -- | - | - | - | -- | -- | -- |  | --- | --- | --- | --- |
| 1.                                                                                     | Basel     | 14   | 6  | 4 | 2 | 0 | 14 | 6  | +8 |  | —   | 3–0 | 3–1 | 4–2 |
| 2.                                                                                     | Qarabağ   | 11   | 6  | 3 | 2 | 1 | 10 | 8  | +2 |  | 0–0 | —   | 2–2 | 2–1 |
| 3.                                                                                     | Omonia    | 4    | 6  | 0 | 4 | 2 | 5  | 10 | −5 |  | 1–1 | 1–4 | —   | 0–0 |
| 4.                                                                                     | FC Kairat | 2    | 6  | 0 | 2 | 4 | 6  | 11 | −5 |  | 2–3 | 1–2 | 0–0 | —   |
| Legendă: Locul 1: Calificare în optimi Locul 2: Calificare în play-off-ul eliminatoriu |           |      |    |   |   |   |    |    |    |  |     |     |     |     |

## Faza eliminatorie

### Echipele calificate
| Europa Conference League | Europa Conference League                                  | Europa Conference League                     | Europa League | Europa League                                    |
| Grupa                    | Câștigătoarele (avansează în optimi, fiind capi de serie) | Echipele de pe locul 2 (capi de serie în PE) | Grupa         | Echipele de pe locul 3 (non-capi de serie în PE) |
| ------------------------ | --------------------------------------------------------- | -------------------------------------------- | ------------- | ------------------------------------------------ |
| A                        | LASK Linz                                                 | Maccabi Tel Aviv                             | A             | Sparta Praga                                     |
| B                        | Gent                                                      | Partizan                                     | B             | PSV                                              |
| C                        | Roma                                                      | Bodø/Glimt                                   | C             | Leicester City                                   |
| D                        | AZ                                                        | Randers                                      | D             | Fenerbahçe                                       |
| E                        | Feyenoord                                                 | Slavia Praga                                 | E             | Olympique de Marseille                           |
| F                        | Copenhaga                                                 | PAOK                                         | F             | Midtjylland                                      |
| G                        | Rennes                                                    | Vitesse                                      | G             | Celtic                                           |
| H                        | Basel                                                     | Qarabağ                                      | H             | Rapid Viena                                      |

### Play-off eliminatoriu
| Echipa 1               | Scor gen.          | Echipa 2         | Tur   | Retur |
| ---------------------- | ------------------ | ---------------- | ----- | ----- |
| Fenerbahçe             | 4 – 6              | Slavia Praga     | 2 – 3 | 2 – 3 |
| Midtjylland            | 2 – 2 (3 – 5 l.d.) | PAOK             | 1 – 0 | 1 – 2 |
| PSV                    | 2 – 1              | Maccabi Tel Aviv | 1 – 0 | 1 – 1 |
| Rapid Viena            | 2 – 3              | Vitesse          | 2 – 1 | 0 – 2 |
| Olympique de Marseille | 6 – 1              | Qarabağ          | 3 – 1 | 3 – 0 |
| Leicester City         | 7 – 2              | Randers          | 4 – 1 | 3 – 1 |
| Celtic                 | 1 – 5              | Bodø/Glimt       | 1 – 3 | 0 – 2 |
| Sparta Praga           | 1 – 3              | Partizan         | 0 – 1 | 1 – 2 |

### Optimi de finală
| Echipa 1               | Scor gen. | Echipa 2  | Tur   | Retur      |
| ---------------------- | --------- | --------- | ----- | ---------- |
| PAOK                   | 3 – 1     | Gent      | 1 – 0 | 2 – 1      |
| Vitesse                | 1 – 2     | Roma      | 0 – 1 | 1 – 1      |
| Slavia Praga           | 7 – 5     | LASK Linz | 4 – 1 | 3 – 4      |
| Partizan               | 3 – 8     | Feyenoord | 2 – 5 | 1 – 3      |
| Olympique de Marseille | 4 – 2     | Basel     | 2 – 1 | 2 – 1      |
| Leicester City         | 3 – 2     | Rennes    | 2 – 0 | 1 – 2      |
| PSV                    | 8 – 4     | Copenhaga | 4 – 4 | 4 – 0      |
| Bodø/Glimt             | 4 – 3     | AZ        | 2 – 1 | 2 – 2 d.p. |

### Sferturi de finală
| Echipa 1               | Scor gen. | Echipa 2     | Tur   | Retur |
| ---------------------- | --------- | ------------ | ----- | ----- |
| Feyenoord              | 6 – 4     | Slavia Praga | 3 – 3 | 3 – 1 |
| Bodø/Glimt             | 2 – 5     | Roma         | 2 – 1 | 0 – 4 |
| Olympique de Marseille | 3 – 1     | PAOK         | 2 – 1 | 1 – 0 |
| Leicester City         | 2 – 1     | PSV          | 0 – 0 | 2 – 1 |

### Semifinale
| Echipa 1       | Scor gen. | Echipa 2               | Tur   | Retur |
| -------------- | --------- | ---------------------- | ----- | ----- |
| Leicester City | 1 – 2     | Roma                   | 1 – 1 | 0 – 1 |
| Feyenoord      | 3 – 2     | Olympique de Marseille | 3 – 2 | 0 – 0 |

### Finala
Finala s-a jucat pe 25 mai 2022 pe Arena Kombëtare din Tirana, Albania.
| Roma          | 1–0    | Feyenoord |
| ------------- | ------ | --------- |
| - Zaniolo 32' | Raport |           |